# Cranocapsus
Cranocapsus is een geslacht van wantsen uit de familie van de Miridae (Blindwantsen). Het geslacht werd voor het eerst wetenschappelijk beschreven door Wagner in 1954.

## Soorten
Het genus bevat de volgende soorten:

- Cranocapsus acuticeps Linnavuori, 1973
- Cranocapsus affinis Linnavuori, 1975
- Cranocapsus ancylus (Odhiambo, 1961)
- Cranocapsus dollingi (Akingbohungbe, 1977)
- Cranocapsus galochroticus (Odhiambo, 1961)
- Cranocapsus medleri (Akingbohungbe, 1977)
- Cranocapsus minacis (Odhiambo, 1961)
- Cranocapsus niloticus Linnavuori, 1975
- Cranocapsus peregrinus (Odhiambo, 1961)
- Cranocapsus pictus Wagner, 1967
- Cranocapsus pilosicollis Linnavuori, 1973
- Cranocapsus pubescens (Akingbohungbe, 1977)
- Cranocapsus rivularis Linnavuori, 1975
- Cranocapsus setiger (Odhiambo, 1961)
- Cranocapsus sinuaticollis (Reuter, 1904)
- Cranocapsus tuberculifer Linnavuori, 1973
- Cranocapsus turcicus Kiyak, 1990